# Fritz Bergmann (Politiker)
Fritz Bergmann (* 17. Januar 1929 in Essen; † 12. Februar 2025) war ein deutscher Politiker der SPD.

## Ausbildung und Beruf
Fritz Bergmann legte im Jahr 1949 das Abitur ab. Er belegte u. a. in Würzburg ein Studium der Rechts- und Wirtschaftswissenschaften. In Würzburg wurde er Mitglied der Landsmannschaft Teutonia Würzburg. Die erste juristische Staatsprüfung erfolgte 1955. 1958 promovierte er zum Dr. rer. pol. Von 1959 bis 1966 war er als Unternehmensberater und Prüfungsleiter einer Treuhand-Gesellschaft tätig. Ab 1966 war er Verbandskämmerer und seit 1974 Sprecher der Geschäftsführung vom Ruhrverband und Ruhrtalsperrenverein. Von 1984 bis 2006 war er Präsident des Fischereiverbands Nordrhein-Westfalen.

## Politik
Fritz Bergmann war seit 1959 Mitglied der SPD. Er war seit 1979 Mitglied des Landesvorstandes Nordrhein-Westfalen und seit 1974 erster Vorsitzender des Stadtbezirks Dortmund-Hörde.
Im Jahr 1966 wurde er Mitglied der Gewerkschaft Öffentliche Dienste, Transport und Verkehr, außerdem war er Mitglied der Verbandsversammlung des Siedlungsverbandes Ruhrkohlenbezirk.
Fritz Bergmann war vom 26. Juli 1970 an direkt gewähltes Mitglied des 7. und 8. Landtages von Nordrhein-Westfalen für den Wahlkreis 109 Dortmund I. Aus dem 8. Landtag schied er am 5. Januar 1976 vorzeitig aus.

## Ehrungen
Bergmann wurde am 19. Mai 1994 mit dem Verdienstorden des Landes Nordrhein-Westfalen ausgezeichnet.